# Електронна карта місцевості
Електрóнна кáрта місцéвості — цифрова модель, що вміщує та відображає інформацію про об'єкти місцевості та їх географічні і інші атрибути, яка призначена для використання в геоінформаційних системах.
Електронна карта — картографічне зображення, створене на основі даних цифрових карт і візуалізоване на відеомоніторі комп'ютера або відеоекрані ін. пристрою (наприклад, супутникового навігатора).
Кожна конкретна електронна карта є засобом оперативного контролю і існує лише в певний момент часу, як правило нетривалий, поки видно на пристрої відеозображення. У цьому їх головна відмінність від інших візуальних картографічних матеріалів, відображених на твердій підкладці (папір, пластик) засобами графічного виводу (наприклад, принтерами).
Міждержавний ГОСТ 28441-99 дає таке визначення:
Електронна карта (ЕК) - цифрова картографічна модель; візуалізована або підготовлена до візуалізації на екрані засобами відображення інформації у спеціальній системі умовних знаків, зміст якої відповідає змісту карти певного виду та масштабу.
При цьому система умовних знаків електронної карти включає в себе і спеціальні шрифти, а класифікація електронних карт відповідає загальній класифікації карт, наприклад: електронна топографічна карта, електронна авіаційна карта, електронна геологічна карта, електронна кадастрова карта та інші.

## Умовні знаки
Умовні знаки, які використовуються на електронних картах, мають свої особливості в порівнянні з традиційними паперовими картами або комп'ютерними картами (карти на твердій підкладці, підготовлені за допомогою комп'ютерних технологій, наприклад ГІС). Це обумовлено з одного боку низькою роздільною здатністю сучасних (на кінець 2000-х років) пристроїв відеовідображення, у порівнянні з технологіями друку на твердій підкладці, а з іншого - більш широкими графічними можливостями в галузі анімації.
Обмеження роздільної здатності дисплеїв викликає необхідність спрощувати умовні знаки (використовувати графічні образи з меншою кількістю деталей), а відсутність необхідності мати статичне зображення карти дозволяє застосовувати анімацію (наприклад, миготіння) для підсвічування окремих об'єктів (наприклад, результатів пошуку).